# Нара Курумі
Нара Курумі (яп. 奈良くるみ, 30 грудня 1991) — японська тенісистка.
Нара стала професіональною теністискою з сезону 2009 року після успішних виступів на юніорському рівні. Перші успіхи прийшли до неї 2013, коли вона пробилася до третього кола Відкритого чемпіонату США.
Перший турнір WTA-туру Нара виграла у лютому 2014 року. Це був турнір Rio Open в Ріо-де-Жанейро, Бразилія.
За стилем Нара гравець задньої лінії. Її найсильніший удар — дворучний бекхенд.

## Зовнішні посилання
- Досьє на сайті WTA [Архівовано 13 квітня 2014 у Wayback Machine.]